# اورگن

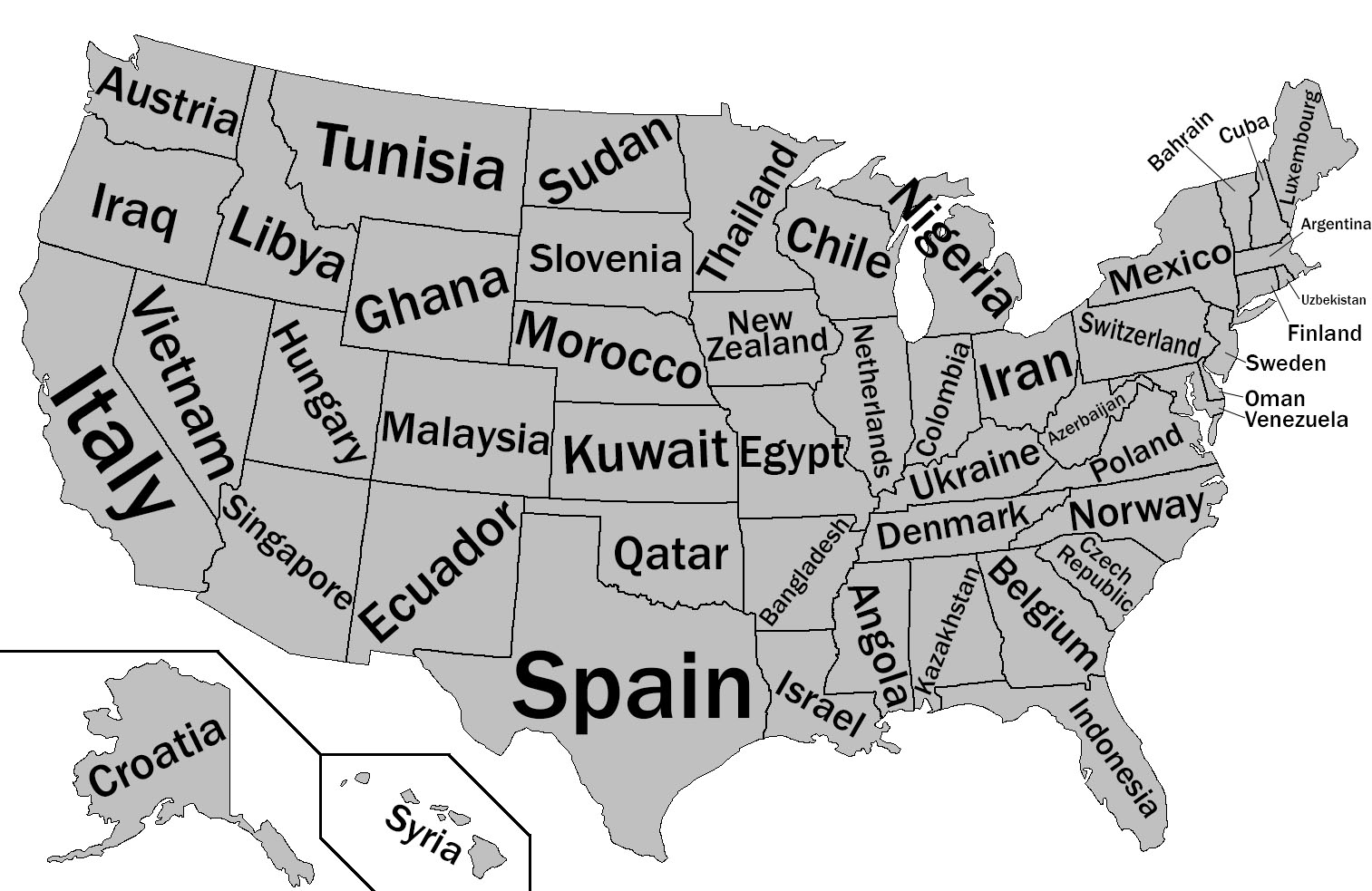
مقایسهٔ تولید ناخالص داخلی ایالت‌های آمریکا با کشورهای دیگر در سال ۲۰۱۲. ایالت اورگن در این سال تولید ناخالصی اش قابل مقایسه با کشور عراق بوده‌است.

اورِگِن (به انگلیسی: Oregon، /ˈɔ:r. ɪ. ɡən/) یکی از ایالت‌های غرب آمریکا است که در کناره اقیانوس آرام واقع شده‌است. در شمال با ایالت واشینگتن، در جنوب با ایالت‌های کالیفرنیا و نوادا و در شرق با ایالت آیداهو هم‌مرز است. پایتخت آن سیلم و شهرهای مهم آن پورتلند و یوجین هستند.
مساحت آن ۲۵۵٬۰۲۶ کیلومتر مربع و در سال ۲۰۱۴ جمعیت آن ۳٬۹۷۰٬۲۳۹ نفر بوده‌است.
این ایالت جمعیت قابل توجهی اسب موستانگ دارد.

## تاریخچه
این ناحیه در سال ۱۸۵۹ ایالت شد. سفر اکتشافی لوئیس و کلارک در سال ۱۸۰۵ به رود کلمبیا به این سرزمین رسید. در آن زمان رود کلمبیا «رود اورگن» نامیده می‌شد و به همین جهت این سرزمین را به نام اورگن خواندند. نخستین ماندگاه در سال ۱۸۱۱ در این سرزمین تأسیس شد.
بین سال‌های ۱۸۴۰ و ۱۸۵۰ معدودی از مردم به اورگن کوچ کردند و با ساکن شدن آن‌ها در این مناطق، هزاران نفر از پیشگامان آمریکایی در گاری‌های سرپوشیده یعنی دلیجان‌های خود خط سیر اورگن را دنبال کردند و به آن منطقه مهاجرت نمودند. گروهی از پیشگامان نخستین نیز سفر دراز دریایی پیش گرفتند. آن‌ها دماغه هورن را دور زدند و به آن سرزمین رسیدند. ساکنان این ناحیه سرزمینی دیدند جنگل‌پوش، با خاک حاصلخیز و رودهای تند و کوهستان‌های چشمگیر. ساکنان بعدی با قطار و خودرو به اورگن رفتند، با این همه اورگن هنوز هم کم‌جمعیت است.

## اقتصاد
در سال ۲۰۱۲، این ایالت تولید ناخالص داخلی برابر با ۲۱۷٬۲۲۸ میلیارد دلار داشت، که بیش از تولید ناخالص داخلی کشور عراق (۲۱۵٬۸۳۸ میلیارد دلار) بود.
از درختان جنگلی بخش پرباران اورگن غربی برای بزرگترین صنعت آن ایالت مواد خام فراهم می‌آید. درخت صنوبر داگلاس در این صنایع بسیار مهم است. الوار، کاغذ و خمیر کاغذ، تخته سه‌لایی، و الیاف بسیار فراوانی در این ایالت تولید می‌شود مرکز این ایالت شهر سیلم مرکز فرآوری میوه نیز هست. بیشتر روستاها در وادی حاصلخیز ویلامت قرار دارند. هوای زمستان این وادی ملایم و هوای تابستان خنک است. در این ناحیه زمین‌های بسیاری زیر کشت است و باغ‌های درخت آلو، گلابی، سیب و تاکستان فراوان دارد. عملیات آبیاری محصول کشاورزی ناحیه کم‌آب ارگن شرقی را بسیار افزایش داده‌است.
هنگامی که به سد بونویل بر روی رود کلمبیا احداث شد، مردمان ایالت بیم این را داشتند که توسعه این صنعت، ماهیان آزاد اورگن را که در کنار رود کلمبیا از بین ببرد. اما برای ماهیان آزاد این رود نردبان‌های مخصوصی ساخته شد تا بتوانند عبور کنند و در رود کلمبیا پیش بروند. کارخانه‌های مهم کنسرو ماهی در شهر آستوریا قرار دارند.
سدهای عظیمی که بر رود کلمبیا احداث شد نیروی برق‌آبی برای کارخانه‌های جدید فراهم آورد. مرکز صنعت و بازرگانی اورگن شهر پورتلند است که تقریباً ۶۴۰ هزار نفر جمعیت دارد. محل این شهر بسیار مناسب است زیرا در نقطه‌ای بنا شده که رود ویلامت به رود کلمبیا می‌پیوندد. دره کلمبیا یکی از گذرگاه‌های محدود کوهستان‌های ارگن است. شهر پورتلند به نام شهر گل سرخ نیز شهرت دارد و از نظر عبور شاهراه‌ها و خطوط هوایی و دریایی دروازه اورگن به‌شمار می‌آید.

## مشاهیر
از افراد مشهور این سرزمین می‌توان لینوس پاولینگ (شیمیدان معروف)، و ریموند کارور و فیل نایت را نام برد.

## پارک‌های ملی
- پارک ملی کریتر لیک
- جنگل ملی مالهور
- جنگل ملی ماونت هود
- جنگل ملی ویلامت
- جنگل ملی دیشوت

## دانشگاه‌های مشهور اورگن
- دانشگاه ایالتی اورگن
- دانشگاه اورگن
- دانشگاه بهداشت و علوم اورگن
- دانشگاه ایالتی پورتلند

## نگارخانه

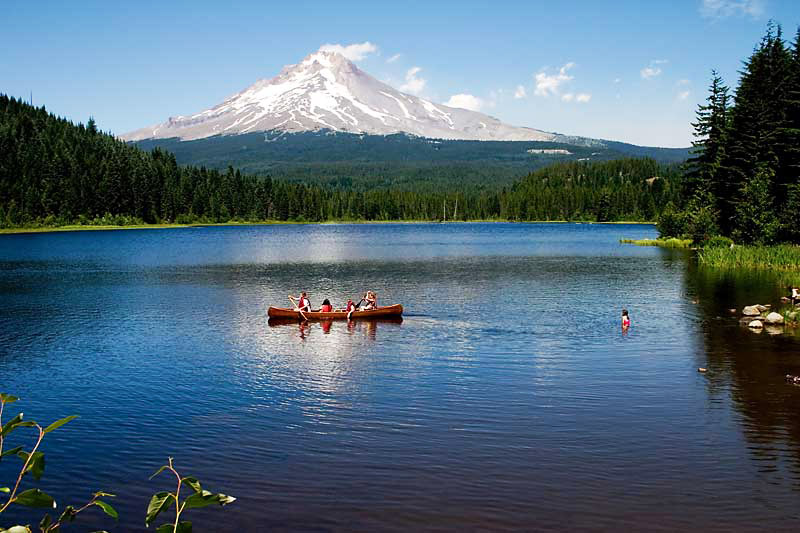
کوه هود برفراز دریاچه ترلیوم در ایالت اورگن
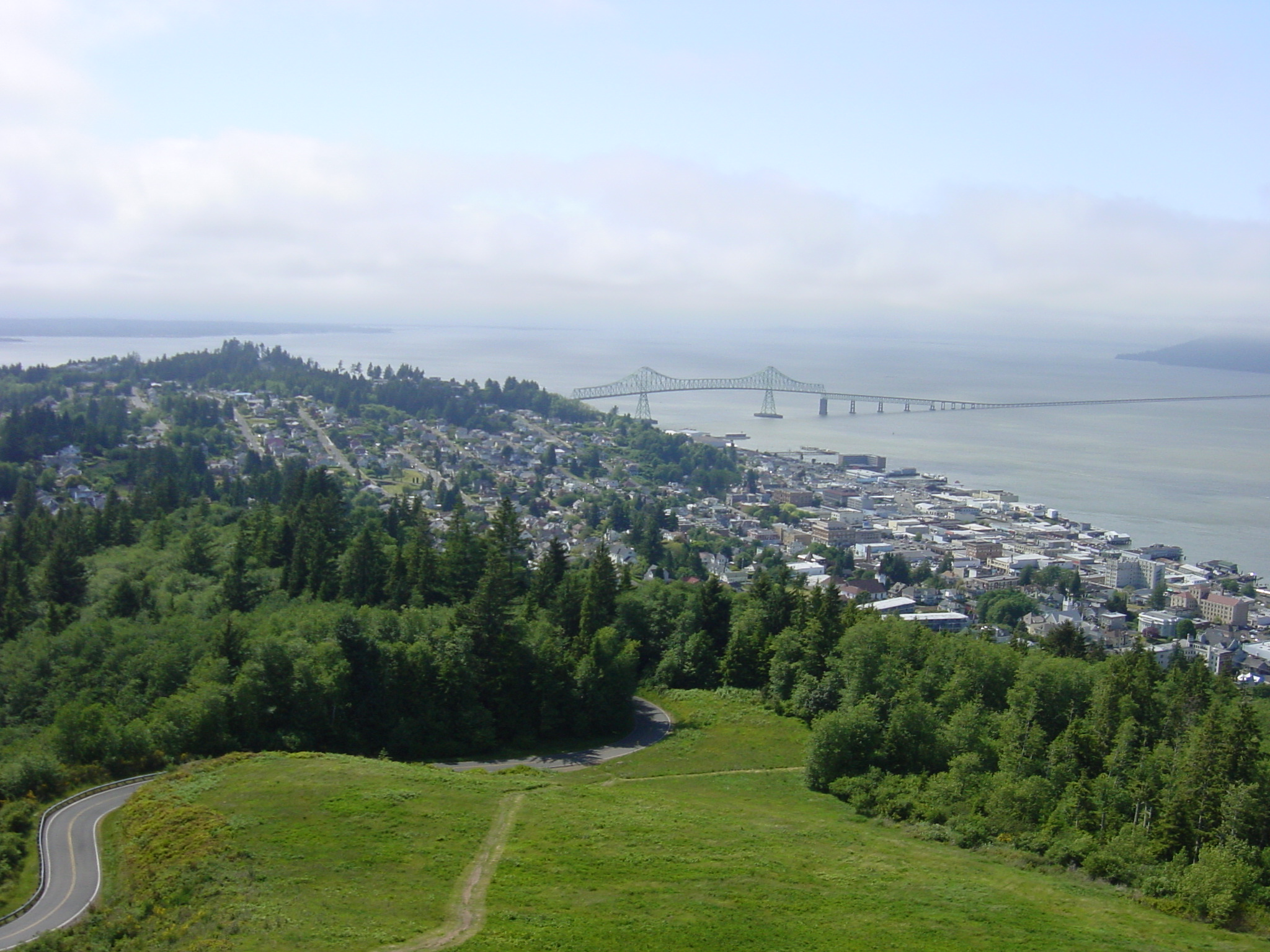
نمایی از شهر آستوریا در این ایالت.
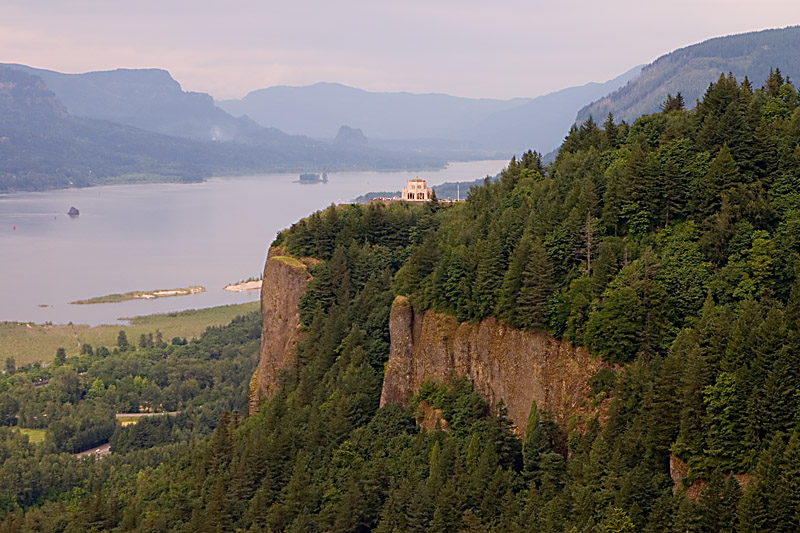
منظره‌ای از رودخانه کلمبیا.
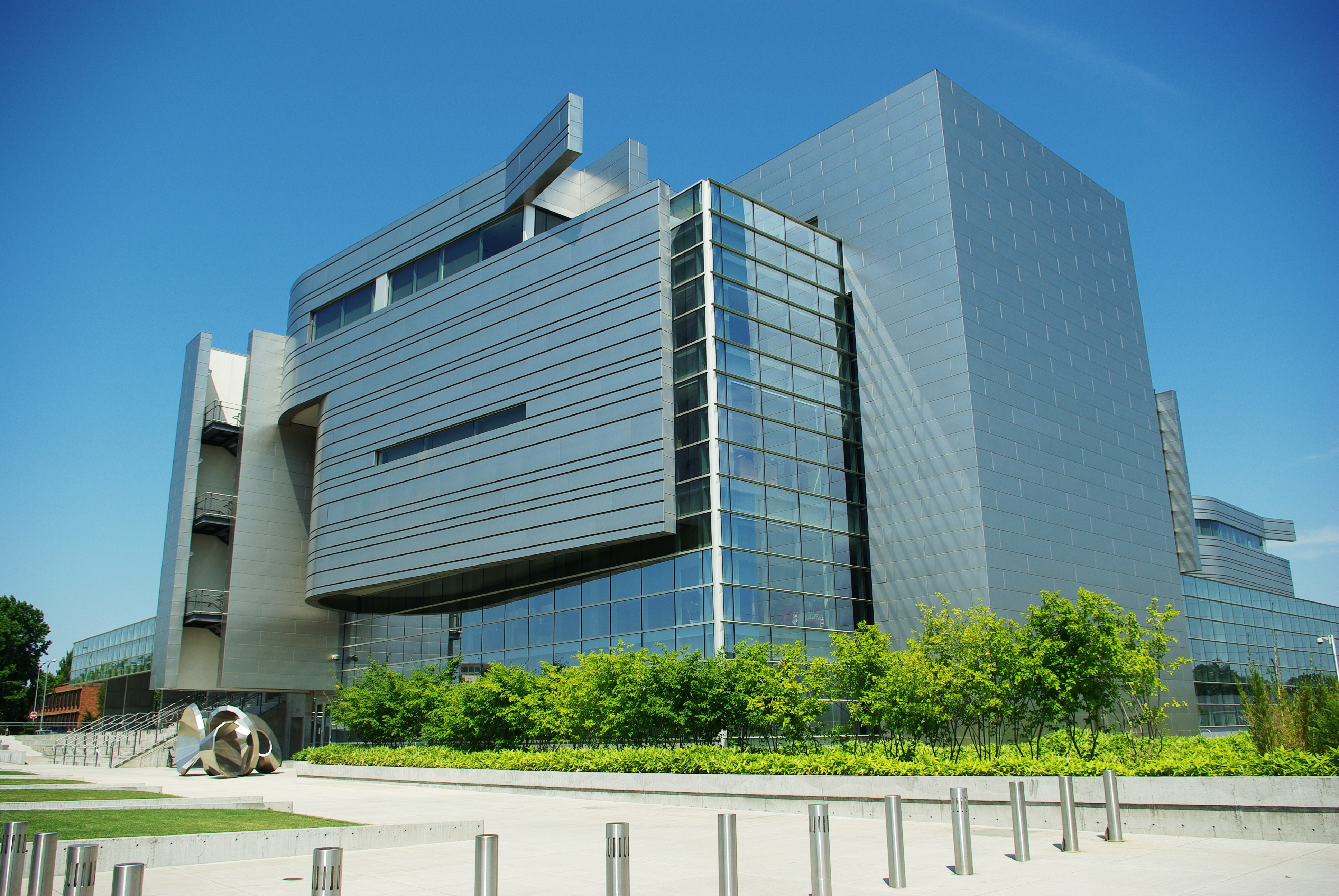
دادگاه وین ال. مورس در شهر یوجین
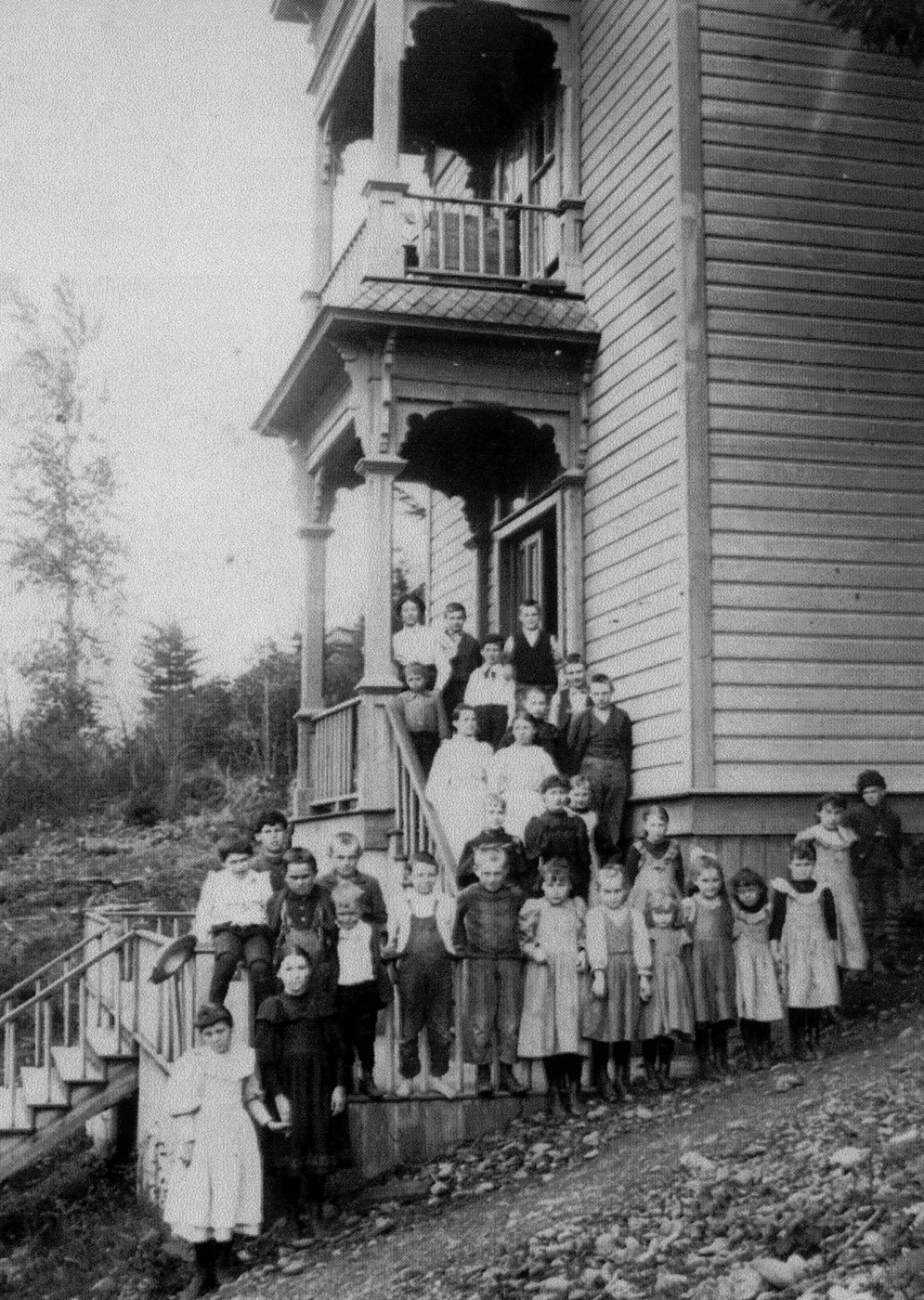
یک مدرسه در سال ۱۸۹۴
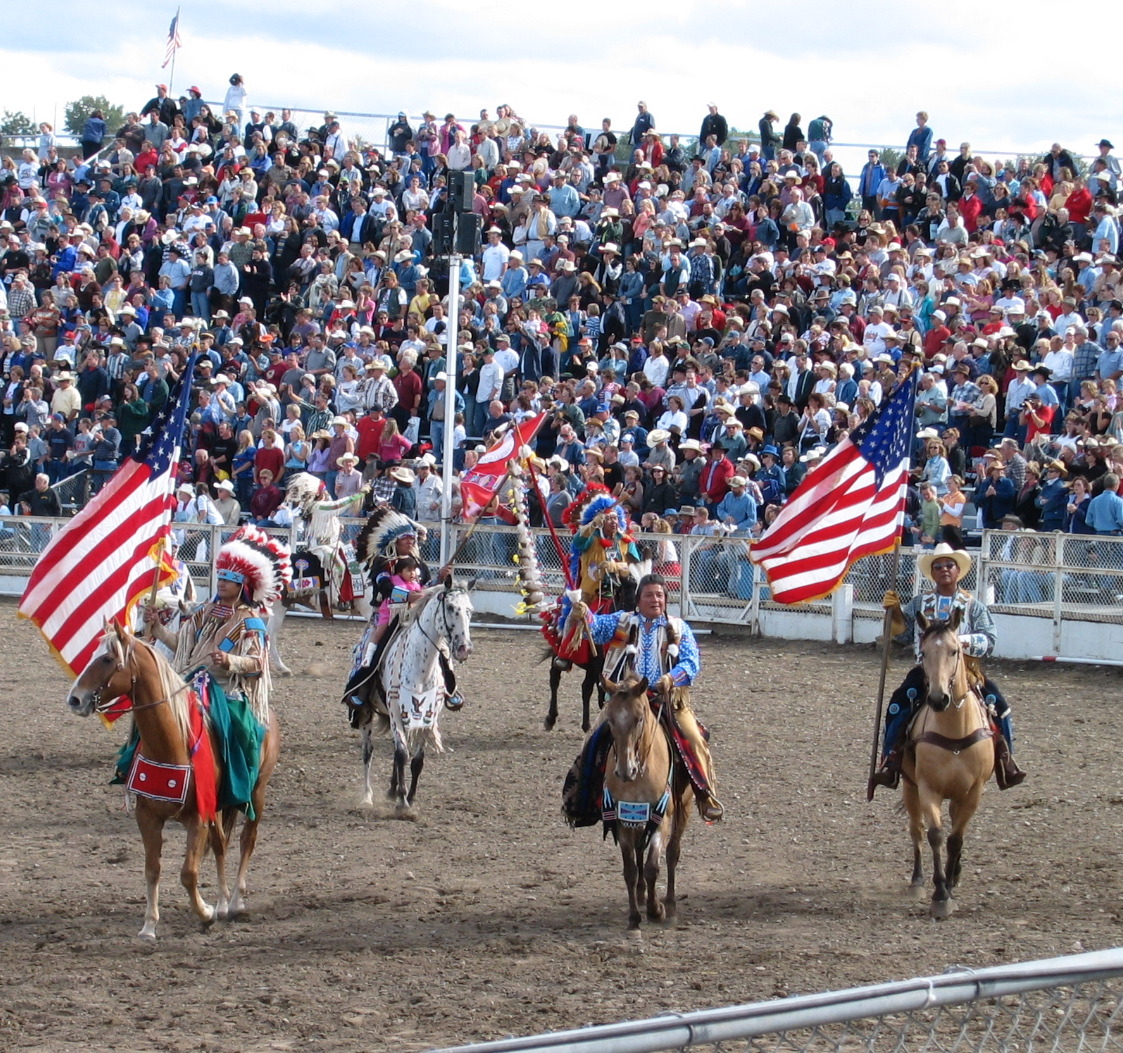
جشن رودیو بومیان